# Schwedische Missionskirche

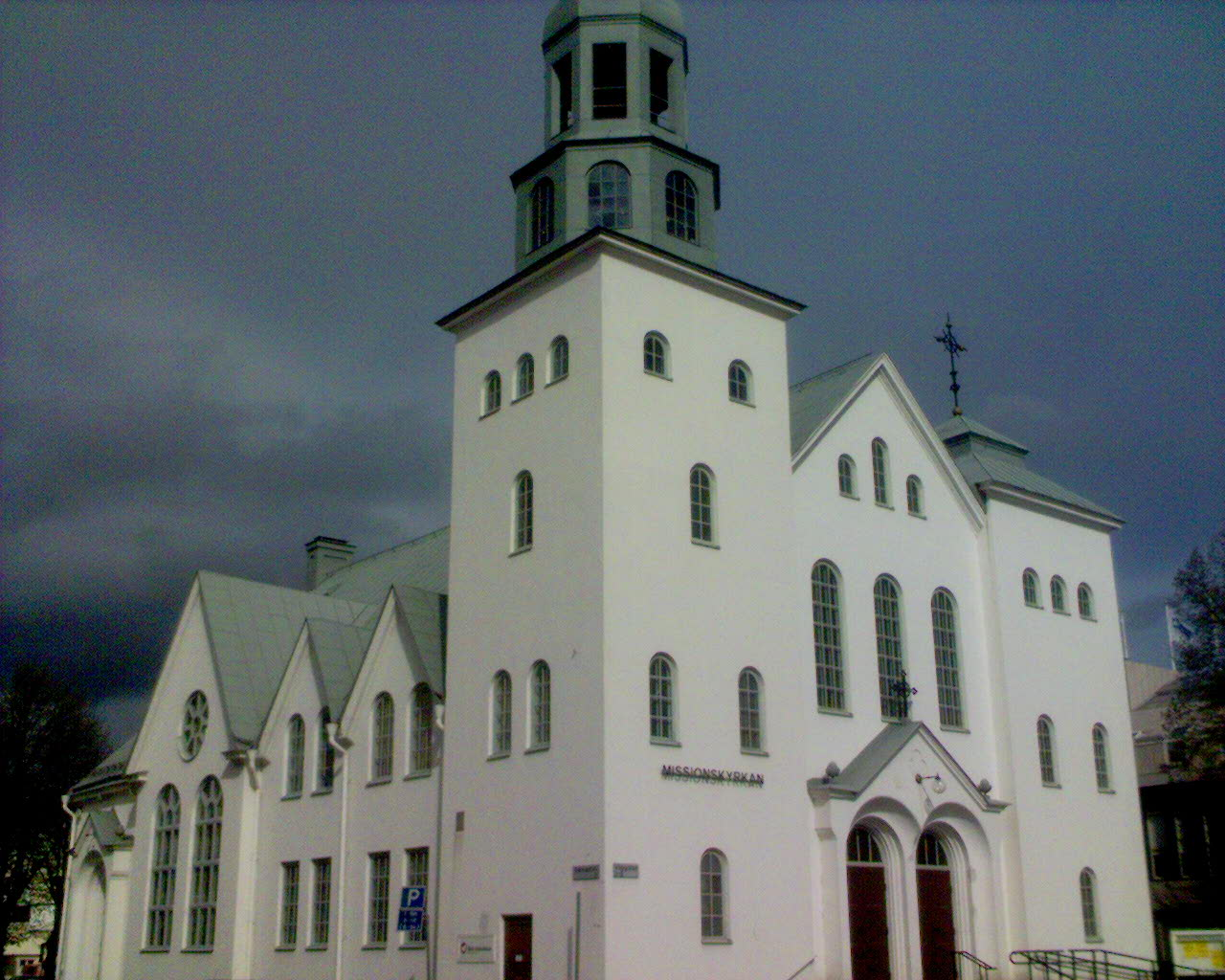
Missionskirche in Bollnäs

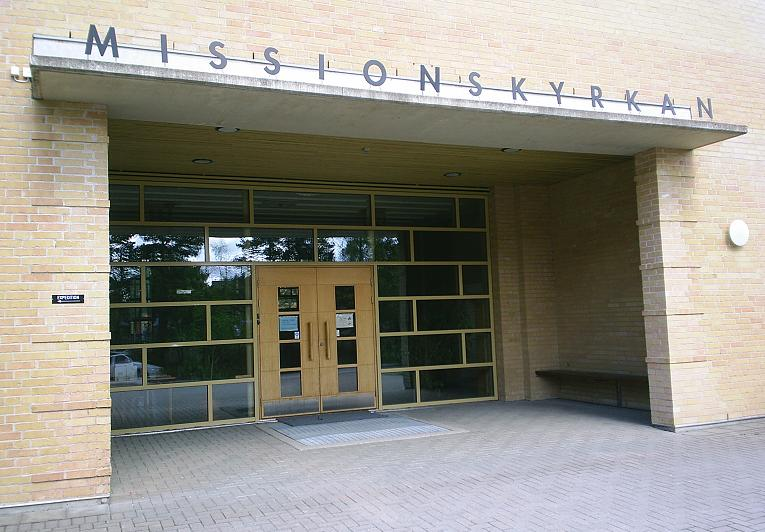
Missionskirche in Trollhättan

Die Schwedische Missionskirche (schwedisch: Svenska Missionskyrkan) war eine reformierte Kirche in Schweden, die im Jahr 1878 in Folge eines Streits innerhalb der lutherischen schwedischen Staatskirche entstand. Bis zu ihrer Fusion mit zwei anderen Kirchen im Jahr 2011 war sie mit einer Mitgliederzahl von rund 65.000 (ca. 0,7 Prozent der Gesamtbevölkerung Schwedens) die zweitgrößte christliche Glaubensgemeinschaft des Landes.
Sie bestand aus 686 Gemeinden in sieben Distrikten sowie aus der schwedischen Heilsarmee, die als nicht-territorialer Distrikt ebenfalls der Missionskirche angehörte. Die jährliche Kirchenkonferenz war das höchste legislative Organ der Kirche. Die Kirchenvorstände und Missionsvorstände leiteten die Kirche in Übereinstimmung mit der Kirchenkonferenz.
Historisch bedeutend war die Missionstätigkeit der Kirche in Turkestan.
Die Schwedische Missionskirche war Mitglied der Weltgemeinschaft Reformierter Kirchen und des Internationalen Bundes Freier Evangelischer Gemeinden (IFFEC). In der Gemeinschaft Evangelischer Kirchen in Europa arbeitete sie als „beteiligte Kirche“ mit.
Am 8. Juni 2008 verabschiedete die Missionskirche gemeinsam mit der Union der schwedischen Baptisten und der Methodistenkirche eine „Absichtserklärung“, bis 2012 „eine neue gemeinsame Kirche zu bilden“.
Nach eingehenden Verhandlungen wurde am 4. Juni 2011 auf einer Konferenz die Bildung der neuen Kirche beschlossen. Sie erhielt zunächst den provisorischen Namen Gemensam Framtid („Gemeinsame Zukunft“) und wurde nach einer intensiven Debatte 2013 in Equmeniakyrkan umbenannt.